# Frauenneuharting
Frauenneuharting è un comune tedesco di 1 429 abitanti, situato nel land della Baviera.

## Storia
Lo stemma è stato adottato nel 1972. Lo scudo d'argento, alla banda di nero, caricata di tre i bisanti d'oro è lo stemma dei signori di Pienzenau, che dal 1381 al 1800 furono titolari della giurisdizione locale (Hofmark) con Jakobneuharting, l'antica Neuharting, e i villaggi circostanti. La stella è un simbolo mariano e sottolinea la consacrazione alla Madonna della chiesa eretta intorno all'anno 1000.
La conchiglia, attributo di Giacomo Maggiore e simbolo dei pellegrini, si riferisce alla venerazione del santo documentata nella chiesa di Jakobneuharting fin dal XV secolo.